# Wybory prezydenckie na Wyspach Marshalla w 2008 roku
Wybory prezydenckie na Wyspach Marshalla odbyły się 7 stycznia 2008. Czwartym prezydentem Wysp Marshalla został Litokwa Tomeing (Zjednoczona Partia Ludowa) uzyskując 18 głosów parlamentarzystów. Jego rywal Kessai Note (Zjednoczona Partia Demokratyczna) uzyskał 15 głosów.
Prezydent jest wybierany spośród członków marszalskiego parlamentu Nitijeļā przez członków tegoż parlamentu. Prezydent jest jednocześnie głową państwa i szefem rządu. Po wyborze na stanowisko wyznacza swój gabinet.